# Хэйшаньское сражение
Хэйша́ньское сраже́ние (21-25 октября 1948) — один из этапов Ляошэньского сражения во время Гражданской войны в Китае. В китайской историографии также известное как Сдерживающее сражение под Хэйшанем (кит. упр. 黑山阻击战)

## Предыстория
В гоминьдановском руководстве не было единства мнений по поводу того, что делать в случае взятия коммунистами Цзиньчжоу. Чан Кайши, уверенный в техническом превосходстве гоминьдановских войск, считал, что нужно нанести контрудар всеми силами и восстановить сухопутное сообщение между Маньчжурией и центральным Китаем, однако генералы на местах, представляющие реальную силу коммунистов, считали, что это не удастся, и что нужно эвакуировать войска морем, чтобы сохранить их и использовать в сражениях в центральном Китае. В итоге было принято компромиссное решение: в случае падения Цзиньчжоу войска попытаются нанести контрудар, но в случае неудачи повернут к порту Инкоу.
После того, как 15 октября войска китайских коммунистов взяли Цзиньчжоу, Ляо Яосян, в соответствии с ранее полученными приказами, двинул войска от Чжанъу на Синьлитунь, откуда можно было идти как на Цзиньчжоу, так и на Инкоу. 18 октября в Шэньян прилетел Чан Кайши, который вновь подтвердил приказ о наступлении на запад. Однако местные командующие не хотели выполнять это самоубийственное решение, и войска не двинулись. Вэй Лихуан и Ду Юймин вылетели вслед за Чан Кайши в Бэйпин, но тот не изменил своего приказа. 20 октября вернувшийся в Шэньян Ду Юймин передал местным командующим приказ Чан Кайши: наступать на юго-запад.

## Ход событий

### Передвижение войск коммунистов
Пока гоминьдановские войска, тратя драгоценное время, стояли под Синьлитунем, коммунисты действовали. Падение Цзиньчжоу привело к капитуляции окружённого Чанчуня, что высвободило значительные силы коммунистов. Было решено срочно перебросить эти силы на юг, чтобы не дать возможности шэньянской группировке гоминьдановских войск эвакуироваться через Инкоу.
20 октября командование коммунистов отдало приказ о передислокации войск. 10-я колонна и 3-я дивизия 1-й колонны, а также Внутреннемонгольская кавалерийская дивизия должны были выдвинуться в район Хэйшань-Дахушань, чтобы блокировать возможность продвижения противника к Инкоу. Находившаяся севернее Чжанъу 6-я колонна (без 17-й дивизии) и находившаяся юго-западнее Чжанъу 5-я колонна получили приказ двигаться в район северо-восточнее Хэйшаня, чтобы отрезать войскам Ляо Яосяня возможность отступить в Шэньян. Основные силы — 1-я, 2-я, 3-я 7-я, 8-я и 9-я колонны, 17-я дивизия 6-й колонны и артиллерийская дивизия — получили приказ двигаться от Цзиньчжоу на север, чтобы нанести решающий удар по гоминьдановским войскам, когда те окажутся блокированными спереди и сзади. 4-я и 11-я колонны оставались под Ташанью против подошедших из северного Китая гоминьдановских войск под командованием Хоу Цзинжу; 12-я колонна и 11 отдельных дивизий от Чанчуня должны были следовать на юг к Шэньяну. Находившаяся в южной Маньчжурии отдельная 2-я дивизия должна была занять Инкоу.

### География места сражения
В посёлке Дахушань от Бэйнинской железной дороги, идущей с юго-запада на северо-восток, отделяется идущая на северо-запад ветка на Чжанъу; севернее Дахушани располагается посёлок Хэйшань. К западу от Дахушань находится горный хребет Иулюй с высотами 500 м и выше, который словно стеной преграждает путь на запад. Восточнее Дахушаня протекает река Жаоянхэ; впадающие в неё мелкие речки делают местность неудобной для прохождения больших масс войск. Севернее Хэйшаня на 3 километра протянулась холмистая местность, удобная для организации засад.

### Подготовка оборонительного рубежа
Утром 22 октября три дивизии 10-й колонны прибыли в указанный им район и приступили к организации обороны на 16-километровом фронте от Хэйшаня до Дахушаня. Войска были вооружены лишь винтовками, пулемётами и ручными гранатами; был лишь один артиллерийский полк, имевший 30 орудий, разбитых на три артиллерийских взвода, снарядов было недостаточно. Для прикрытия столь широкого фронта дивизии пришлось расположить в одну линию (29-я на северо-западе, 28-я в центре, 30-я на юго-востоке), каждая дивизия расположилась в два эшелона с двумя полками в первой линии и одним полком в резерве. Благодаря привлечению к земляным работам нескольких тысяч местных жителей коммунистам удалось за 20 часов подготовить оборонительные рубежи.

### Сражение
22 октября Ляо Яосян отдал приказ о наступлении на Хэйшань. Утром 23 октября передовые части гоминьдановцев столкнулись с передовыми частями коммунистов. Вечером коммунистам удалось захватить пленного, у которого был обнаружен боевой приказ; из него командир 10-й колонны Лян Синчу узнал, что на позиции 28-й дивизии будут наступать с фронта 207-я и 169-я дивизии, а Новая 30-я дивизия обойдёт с фланга позиции 30-й дивизии. 28-й дивизии был отдан приказ усилить оборону.
Утром 24 октября гоминьдановцы начали наступление четырьмя дивизии при поддержке пяти артиллерийских полков. Основными объектами атаки стали расположенная на фронте 28-й дивизии высота 101 и расположенная на фланге гора Шитоушань. К 14 часам дня с четвёртой попытки Шитоушань была занята гоминьдановцами. С потерей Шитоушань под фланговым обстрелом оказалась обороняемая коммунистами высота 92, которая к 16 часам тоже оказалась захваченной гоминьдановцами. После этого ими была занята высота 90, а 20 минут спустя погибли последние защитники высоты 101.
В момент, когда, казалось бы, всё уже было потеряно и фронт рухнул, командир 28-й дивизии коммунистов приказал сосредоточить на высоте 101 огонь всех имевшихся в дивизии 12 артиллерийских орудий. Не прошло и получаса, как высоты 90, 92 и 101 вновь оказались в руках коммунистов.
В этот же день позиции 30-й дивизии коммунистов атаковала гоминьдановская 22-я дивизия Новой 6-й армии, а позиции 29-й дивизии — 71-я дивизия, но никаких успехов они не добились. Учтя опыт первого дня боёв, коммунисты за ночь с помощью местных жителей подготовили для войск укрытия на тыльных скатах высот, в которых те могли пережидать вражескую артподготовку.
25 октября гоминьдановцы, также учтя опыт предыдущего дня боёв, стали стараться сначала обходить позиции коммунистов с флангов, и лишь потом атаковать их. Сначала они таким образом заняли Шитоушань, затем высоты 92 и 94. К 16 часам им опять удалось захватить высоту 101. Однако коммунисты, собрав все возможные силы и опять сконцентрировав артиллерию, вновь отбили высоту. Всего за три дня боёв гоминьдановцы потеряли 8 тысяч человек убитыми и ранеными, и 6 тысяч пленными; потери коммунистов составили 4100 человек убитыми и ранеными.
Оказавшись не в силах за три дня боёв прорваться через Хэйшаньский фронт, Ляо Яосян решил повернуть на юго-восток и прорываться к Инкоу. Тем временем к коммунистам подошли главные силы 1-й, 2-й и 3-й колонн, и войска получили приказ с 26 октября перейти к преследованию врага.

## Итоги и последствия
Сдерживающее сражение под Хэйшанем позволило коммунистам остановить гоминьдановские войска на время, достаточное, чтобы подтянуть основные силы Северо-Восточной народно-освободительной армии. 26-27 октября пять гоминьдановских армий были окружены и уничтожены, главнокомандующий Ляо Яосян попал в плен.